# Soda Luv
Soda Luv, справжнє ім'я Владислав Терентюк — російський хіп-хоп виконавець і репер. Широкої популярності набув у 2021 році після випуску кількох популярних треків, які потрапили в чарти стрімінгових сервісів у Росії і Україні. Російський виконавець, якого Morgenstern назвав головною надією російського репу.

## Дитинство і юність
Владислав Терентюк народився 28 липня 1997 року в Ухті, Республіка Комі, Російська Федерація. Лев на знак зодіаку. У ранньому дитинстві, через розлучення батьків, Владислав із братом та матір'ю переїхав і провів своє дитинство у Вологді. Намагався вступити у музичну школу, але його не зарахували через його вік, через це він здобував знання у художній школі, з якої його згодом було виключено. У сім'ї отримував суворе виховання, яке повпливало на його комунікабельність у підліткові роки — він майже не мав друзів.
У ранньому підлітковому віці Влад розпочав писати власні вірші та складати самостійно музику, повторюючи на синтезаторі мелодії з аніме. У ці роки почав захоплюватися альтернативою, а також репом. За його власними словами, у музичному плані на його музичну творчість вплинули такі виконавці, як Емінем і 50 Cent. У дитинстві парубок багато читав, а також розширював словниковий запас, з'ясовуючи значення незрозумілих слів у текстах Oxxxymiron, що зараз допомагає при створенні власних пісень.
Після школи Владислав переїхав до Санкт-Петербургу, де розпочав продавати наркотики, а також підробляв посудомийником і продавцем одягу. Займатися музикою професійно репер став після того, як записав трек, у честь вибачень для свого друга, якого впіймала поліція за крадіжку алкоголю в магазині, хоча товариш спочатку не хотів цього робити. Після зростання успіху записав перший альбом, який отримав похвали від відомих російських реп-виконавців.

## Музична діяльність
У червні 2021 року 5 треків, записаних за участю Soda Luv потрапили у російський і український чарти Spotify, як найбільш прослухані за тиждень. Репер має понад 586 тисяч шанувальників у Spotify та понад 50 тисяч додавань у рекомендації в Яндекс. Музиці,але ці цифри стрімко зростають. У журналі GQ Soda Luv був номінований на отримання нагороди «Чоловік Року» в категорії «Відкриття року» зі словами «За топовий альбом Viva la Vida».

## Звинувачення у порушенні законодавства
У інтерв'ю Ельдара Джарахова Владислав зізнався, що завжди знімає на відео дівчат, із якими вступає у інтимні зв'язки, щоб мати важіль тиску на той випадок, якщо вони вирішать його шантажувати цим. Після опублікування інтерв'ю користувачі соціальних мереж стали закликати до «скасування» Soda Luv і також висловлювали своє невдоволення його поведінкою.
Відома телеведуча Ксенія Собчак опублікувала статтю у своєму телеграм-каналі, в якій висловила обурення цією ситуацією і заявила, що це підпадає під дію кримінального кодексу відразу за декількома статтями: «По-перше, це порушення недоторканності приватного життя (як мінімум), по-друге, це незаконне створення, розповсюдження порнографічних матеріалів. Упевнена, може найтися і ще якийсь пункт у законодавстві».
Після цього скандалу реп-виконавець опублікував статтю, у якій визнав себе неправим, а також попросив вибачення у тих, кого образив і заявив, що видалив всі подібні відеоролики.

## Дискографія

### Альбоми
- 2016 — «Re: Flexxxia»
- 2017 — «Ой, прости, не тебе»
- 2017 — «Как? ТАК!»
- 2018 — «Превосходный синий»
- 2018 — «ТУПО МЯСО» (при участии stereoRYZE)
- 2019 — «Ничего личного»
- 2020 — «Viva la vida»
- 2021 — «КОТЬ! КОТЬ!»
- 2021 — «ROOMINATION»

### Сінгли
- 2019 — «Содадайлув»
- 2019 — «БЛЭСС ГАД»
- 2019 — «Галоперидол»
- 2020 — «OGNOCAP»
- 2020 — «Рататуй»
- 2020 — «Дрипики»
- 2020 — «Запятые»
- 2020 — «ХОТБОКС(prod. by Young Royce)»
- 2020 — «Бищ! Где Трэп?!»
- 2021 — «Трап Дом(feat.THRILL PILL)»
- 2021 — «Казантип(feat.SQWOZ BAB)[REMIX]»
- 2021 — «Cristal & MOYOT (Remix) (feat. MORGENSHTERN · blago white · OG Buda · MAYOT)»
- 2021 — «Чатик»
- 2021 — «Прости»
- 2021 — «Дым»